# Богданович, Глеб Вячеславович
Глеб Вячесла́вович Богдано́вич (бел. Глеб Вячаслававіч Багдановіч; 1913, Вильно — 1971, Руденск) — белорусский общественный деятель, публицист, доктор медицины; в годы Великой Отечественной войны был членом Белорусской краевой обороной и десантного батальона «Дальвитц».

## Биография
Сын белорусского религиозного и общественного деятеля Польши, сенатора Вячеслава Богдановича. Окончил Виленскую белорусскую гимназию и медицинский факультет Виленского университета. Деятель студенческого движения «Скориния» в Вильне, автор статей в журнале «Новая варта».
После захвата немцами Вильнюса начал работу врачом на территории оккупированной Гродненской области. Сотрудничал с Белорусской независимой партией. В мае 1944 года был мобилизован в Белорусскую краёвую оборону и стал её офицером, в июле того же года после эвакуации немецких войск в Восточную Пруссию вступил в десантный батальон «Дальвитц». 17 ноября в составе группы из 28 человек был сброшен на территорию Литовской ССР под Вильнюс, где установил связь с отрядами Армии крайовой под командованием подпоручика Чеслава «Комара» Станкевича и сержанта Анатолия «Лялюся» Урбановича.
В июне 1945 года Богданович перешёл польскую границу и формально устроился работать врачом в Белостоке, сохраняя связь с антикоммунистическим подпольем. Был призван в Народное Войско Польское, имел звание лейтенанта и служил старшим полковым врачом. 14 апреля 1946 (по другим данным, 1949 года) арестован польскими службами безопасности и выдворен в СССР, где предстал перед судом. За контрреволюционную деятельность отправлен в ссылку в Воркуту, после освобождения вернулся в Белоруссию, в город Руденск, где работал врачом. Скоропостижно скончался в 1971 году.